# جنگ لهستان و اوکراین
جنگ لهستان و اوکراین (انگلیسی: Polish–Ukrainian War) جنگ لهستان و اوکراین در نوامبر ۱۹۱۸ و ۱۹۱۹ مناقشه میان جمهوری دوم لهستان و نیروهای اوکراین بود (هر دو جمهوری خلق غربی و جمهوری خلق اوکراین). این درگیری منجر به تفاوت‌های قومی، فرهنگی و سیاسی میان جمعیت لهستانی و اوکراین در این منطقه شده‌است. جنگ پس از انحلال امپراتوری اتریش-مجارستان در شرق گالیسیا آغاز شد و به مناطق چلم و ولانی (Wołyń) که قبلاً متعلق به امپراتوری روسیه بود کشیده شد.